# Brunnenplatz (Berlin)

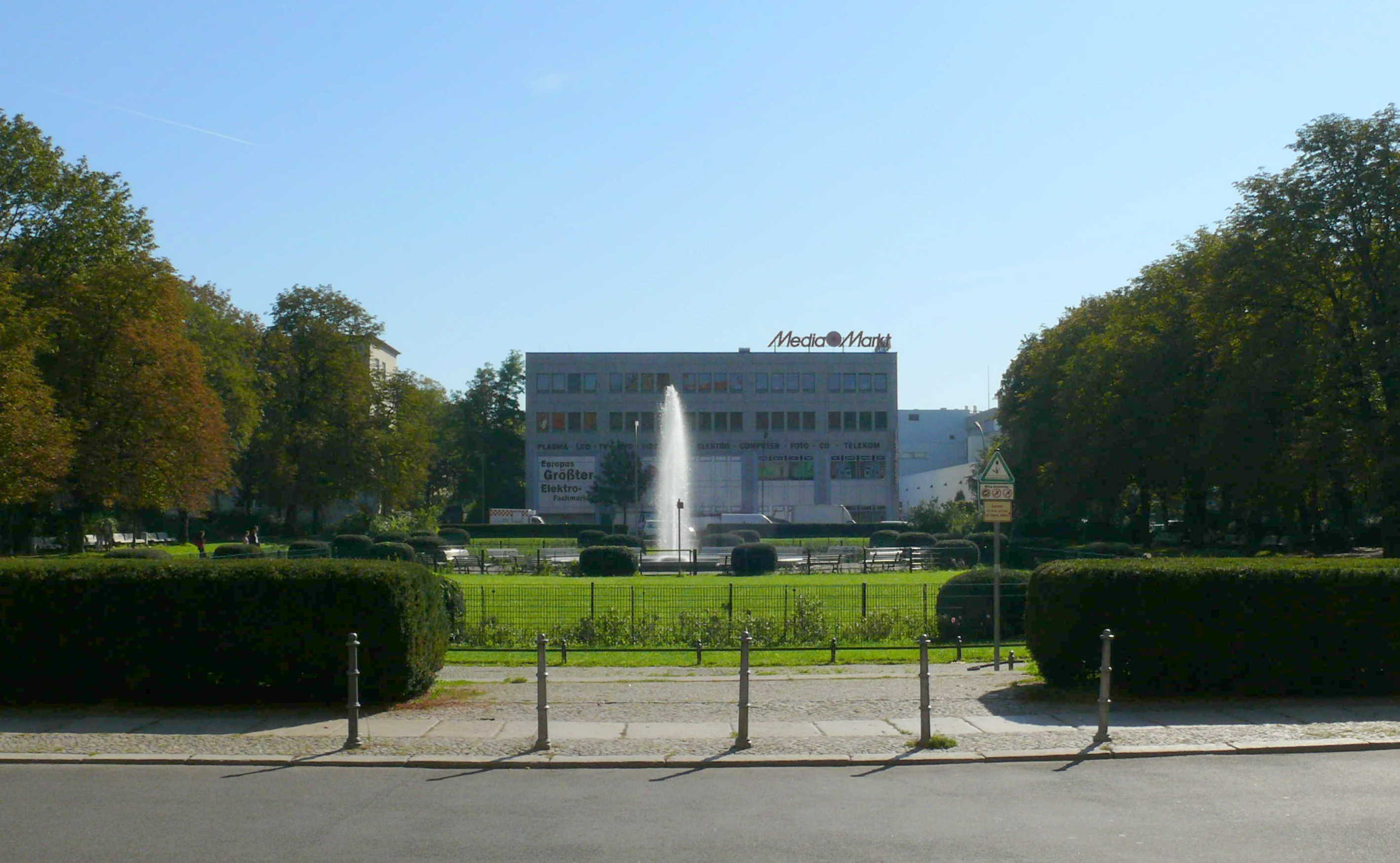
Brunnenplatz, vorderer Teil, Blick vom Amtsgericht weg

Der Brunnenplatz ist ein Platz im Berliner Ortsteil Gesundbrunnen, dessen Anlage im Jahr 1862 James Hobrecht geplant hatte. Geprägt wird er durch den neugotischen Bau des Amtsgerichts Wedding.

## Lage und Gestalt

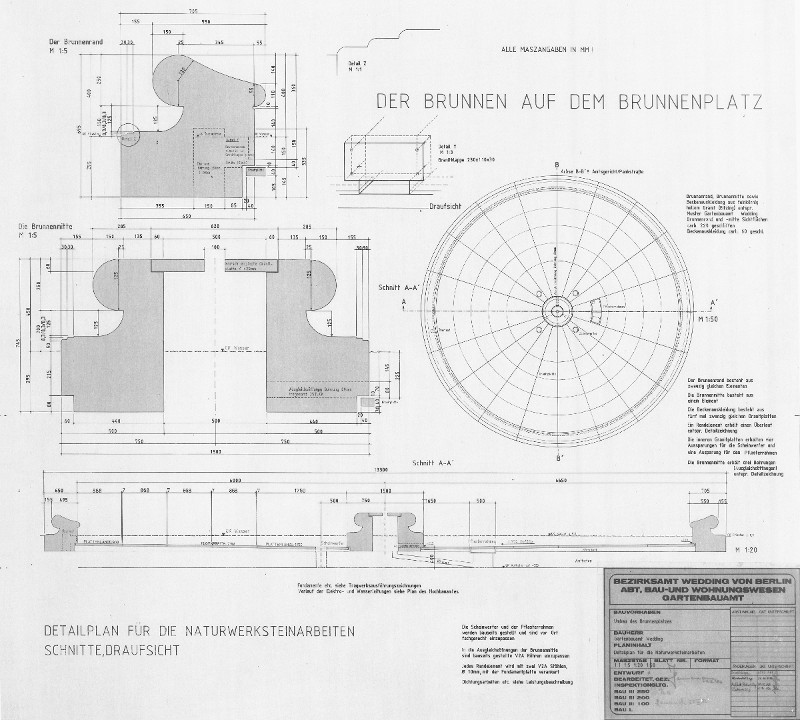
Konstruktionsdetails des Brunnens

Der Brunnenplatz ist ein 33.060 m² großer Platz in Gesundbrunnen direkt am Ufer der Panke. Straßen, die ihn begrenzen, sind Pankstraße, Schönstedtstraße und Thurneysserstraße. Der Platz ist rechteckig, wird dabei aber durch das Gebäude des Amtsgerichts in zwei Teile geteilt. Hinter dem Amtsgericht zum Pankelauf hin liegt ein landschaftlich gestalteter Teil, vor dem Amtsgericht eine kleine Parkanlage mit Wegen, einem Brunnen und Spielplätzen.

## Geschichte
Die Lage direkt an der Panke sorgte für ein sumpfiges, mooriges Gelände. Möglicherweise stand dort im Mittelalter die Mühle, die zum Vorwerk Wedding gehörte. Selbst nachdem die angrenzenden Straßen bereits dicht bebaut waren, wurde auf dem späteren Brunnenplatz weiter Landwirtschaft betrieben, da es den damaligen Bauherren als zu aufwendig und zu riskant erschien, auf dem sumpfigen Untergrund größere Bauten errichten zu wollen. Im Hobrecht-Plan von 1862 taucht der Platz als Platz K auf. Angelegt wurde er als Hauptplatz im östlichen Wedding. Seinen Namen erhielt er 1896 und zwar nach der Luisenquelle, die nahe gelegene Heilquelle, die später auch dem gesamten Ortsteil Gesundbrunnen seinen Namen gab. Ursprünglich befand sich der Platz ausschließlich vor dem Amtsgericht, da hinter dem Amtsgebäude zur Panke hin noch die Orthstraße verlief.
Eine erste Bebauung am Rand des Platzes erfolgte 1901. Die Stadt Berlin hatte das Land des Brunnenplatzes vom preußischen Staat gekauft, um dort das Amtsgericht des zukünftigen Bezirks Wedding zu errichten. Der unsichere Untergrund sorgte für Probleme und Verzögerungen, sodass der Bau erst 1906 fertiggestellt wurde. Um das Amtsgericht herum sollte der Platz gärtnerisch gestaltet werden. Erste Pläne, von Hermann Mächtig und Friedrich Krause, wurden nicht umgesetzt; von wem der dann umgesetzte Plan stammte, ist nicht überliefert. Krauses Planungen sahen einen zentralen Rundteil in der Mitte des Platzes vor, und ein Wegenetz, das diagonal auf das Amtsgericht ausgerichtet war. Der tatsächlich realisierte Plan hingegen war rechteckig gestaltet mit einem parallelen Wegenetz auf dem Platz und einem Brunnen auf einer Rasenrabatte.
Die gärtnerische Gestaltung des Platzes erfolgte zwischen 1906 und 1908. Ähnlich wie die Gestaltung des Amtsgerichts verzögerte sich auch die Fertigstellung des Platzes. Hauptgrund hierfür war aber, dass 100 aus dem Humboldthain umgepflanzte Bäume am Brunnenplatz nach kurzer Zeit eingingen. Die ursprünglich vorgesehenen Spielplätze wurden nicht gebaut.
Im Zweiten Weltkrieg diente der Platz als Gartenland, um die Bevölkerung zu versorgen, sodass nach dem Krieg die Platzgestaltung noch einmal von vorn begann. Die Entwürfe gingen nun auf den Gartenplaner Günther Rieck zurück, der diesmal die ursprünglich vorgesehenen Spielflächen anlegen ließ, aber auf den Springbrunnen verzichtete. Die Aufhebung der Orthstraße erlaubte die Einbeziehung des Bereichs hinter dem Amtsgericht in den Park, der sich jedoch eher an Landschaftsgärten mit locker geschwungenen Wegen und einzelnen Baumgruppen orientierte.

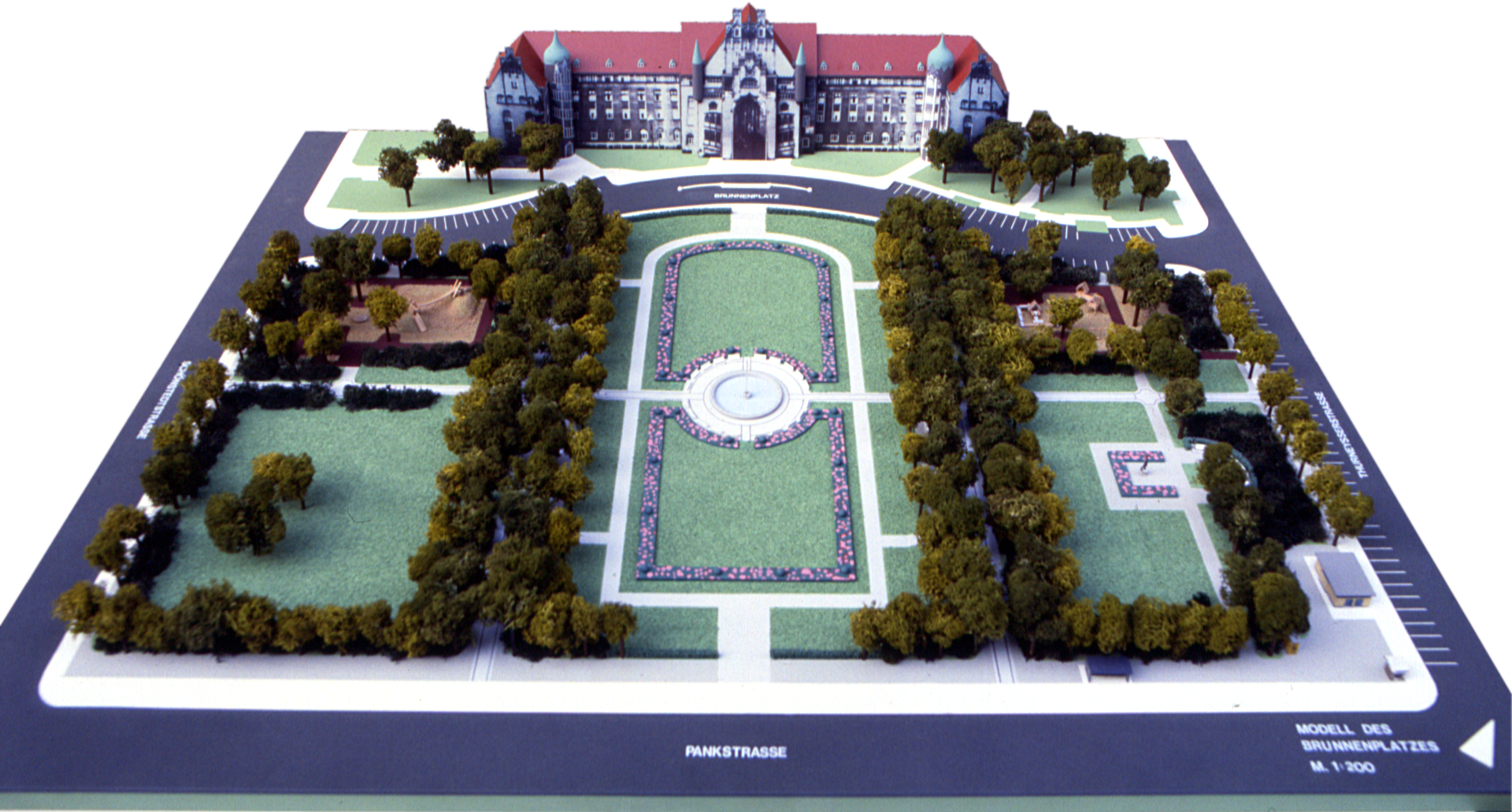
Modell des Brunnenplatzes zur Umgestaltung 1987

Die starke Nutzung des Platzes, die so 1949 nicht vorhergesehen war, führte in den 1980er Jahren zu einer Umgestaltung im Rahmen der Vorbereitungen zur 750-Jahr-Feier Berlins. Maßgeblich hierfür war die Aufteilung in mehrere getrennte Funktionsbereiche, die jeweils verschiedenen Nutzergruppen dienen sollten. Er wurde um ein 40 cm tiefer gelegtes Rasenparterre mit Rosenrabatten und eingestellten Kugel-Eiben angelegt. Der Schmuckbereich erhielt eine runde, 13 Meter durchmessende Granit-Brunnenanlage mit einer acht Meter hohen Fontäne. Der Entwurf stammt von dem Landschaftsarchitekten Michael Hennemann, der eng mit dem Denkmalpflegeamt zusammenarbeitete; nun wurde der Platz in die Denkmalliste des Landes Berlin als Gartendenkmal eingetragen. Ein baulich sehr ähnlicher Brunnen auf dem Leopoldplatz fiel 2013 einer erneuten Umgestaltung des Platzes zum Opfer, da er dort von den Bürgern als leicht vermüllt wahrgenommen wurde.
Die beiden Spielplätze wurden in einen Platz für größere und für kleinere Kinder getrennt. Dazu kamen eine Bolzwiese, ein Ruhebereich mit bepflanzten Baumvasen und ein Sonderbereich mit einer Bronzestatue der Flora. Diese Figur wurde allerdings in einer Februarnacht im Jahr 2001 von ihrem Sockel gestoßen und erlitt schwere Schäden. Aufgrund von Geldmangel wurde sie nicht wiederhergestellt. Getrennt werden die Teilbereiche durch Baumreihen und Strauchbepflanzungen, verbunden werden sie durch Mosaikpflasterwege. Der Eingangsbereich zum Rasenparterre erhielt eine in Mosaik gepflasterte Darstellung des Weddinger Wappens und die Schnittpunkte der Hauptachsen Mosaikpflasterungen Weddinger Partnerstädte. Die Einweihung der Umgestaltung fand am 6. Juli 1987 statt.

## Angrenzende Gebäude
Neben dem Amtsgericht stehen einige Schul-, Verwaltungs- und Geschäftsgebäude am Platz. Schräg gegenüber dem Amtsgericht am Platz befanden sich die Schokoladenfabrik von Theodor Hildebrand & Sohn sowie Hildebrandts luxuriös ausgestattetes Wohnhaus. Nach der Insolvenz der Hildebrandtschen Schokoladenfabrik stand die Fabrik schließlich still. Das gesamte Gelände kam an die Möbelhauskette Höffner, die hier ein großes Möbelhaus errichtete. Das angrenzende Schulgebäude wurde 1906 als Schillergymnasium eröffnet und im Zweiten Weltkrieg zerstört. Auf das Grundstück zog 1956 das Diesterweggymnasium in ein neu errichtetes Gebäude, das diesen Standort jedoch zehn Jahre später verließ. Ab 1992 zog hier die 1. Oberschule ein, die seit 1993 Willy-Brandt-Oberschule heißt.